# Japan Karate Association

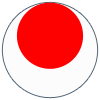
Das Emblem der JKA

Die Japan Karate Association (JKA; japanisch 日本空手協会, Nihon karate kyōkai, wörtlich Japanischer Karate-Verband) ist eine in über 100 Ländern vertretene Vereinigung für Karate im Shōtōkan-Stil mit Sitz in Tokio. Sie wurde 1949 gegründet und wurde 1957 die erste offiziell anerkannte Karate-Vereinigung in Japan. Von 1964 bis 2014 war die JKA in der, der World Karate Federation angehörigen, Japan Karatedō Federation organisiert.

## Geschichte

### Der Aufstieg der JKA
Die JKA wurde 1949 von einer Gruppe um Nakayama Masatoshi gegründet und Funakoshi Gichin wurde der erste Cheftrainer (Shusseki Shihan). Das erste administrative Dōjō der JKA wurde am 20. März 1955 in Yotsuya (Shinjuku, Tokio) erbaut. Im April des darauf folgenden Jahres begann in den Räumlichkeiten des Haupt-Dōjōs das Training. Parallel dazu baute die JKA ein Instruktorenprogramm auf, in dem Karatetrainer ausgebildet werden, die später an japanischen Universitäten und im Ausland lehren sollten.
Am 10. April 1957 wurde die JKA als erste Karate-Vereinigung vom japanischen Bildungsministerium (seit 2001: Ministerium für Bildung, Kultur, Sport, Wissenschaft und Technologie) anerkannt, wodurch die Kooperation mit japanischen Universitäten überhaupt erst ermöglicht wurde.
Zwei Wochen später, am 26. April 1957, verstarb Funakoshi. Zu seinem Nachfolger wurde am 10. April 1958 Nakayama ernannt.
Nakayama förderte die Einbindung von Wettkämpfen ins Karate. Bereits seit Oktober 1957 organisiert die JKA jährlich die All Japan Karate Championships. Seit 1975 richtet sie im zweijährigen Rhythmus internationale Meisterschaften aus: zunächst den IAKF (International Amateur Karate Federation) World Cup und ab 1985 das Shoto World Cup Karate Championship Tournament.
Die 5. nationalen Meisterschaften 1961 fanden im Beisein von Kronprinz Akihito statt. Die JKA hatte somit eine hohe Anerkennung durch das Kaiserhaus erlangt.
Im Jahr 1964 gründete die JKA zusammen mit anderen Karate-Verbänden die Japan Karatedō Federation. 1975 trat die JKA aus diesem Verband aus, schloss sich jedoch 1981 wieder an. 2014 erfolgte der Ausschluss aus der JKF aufgrund von Verstößen bei der Beantragung von Fördermitteln.

### Nach der Ära Nakayama
Am 15. April 1987 starb Nakayama Masatoshi und die JKA begann zu zerfallen. Berühmte Trainer wie Kase Taiji, Shirai Hiroshi, Kawasoe Masao, Yahara Mikio, Abe Keigo und Asai Tetsuhiko trennten sich nach und nach von der JKA und gründeten eigene Organisationen.
Am 1. April 1991 wurde Sugiura Motokuni Cheftrainer der JKA. Zehn Jahre lang (1990–1999) lief ein Prozess gegen die Asai-Fraktion, die sich von der JKA abgespaltet hatte, über die Nutzungsrechte des Namens JKA. In zweiter Instanz gewann schließlich die Gruppe um Shihan Sugiura. Bekannte Meister wie Tsuyama Katsunori, Enoeda Keinosuke, Ochi Hideo, Tanaka Masahiko, Ueki Masaaki, Osaka Yoshiharu, Iida Norihiko, Aoki Osamu und Kawawada Minoru gehören dieser Gruppe an. Asai war gezwungen, seine Organisation in Nihon Karate Shōtōkai umzubenennen.
Seit 2001 hat die JKA ein neues Hauptquartier in Bunkyō im Zentrum Tokios.

## Grundsätze
Laut ihrer Statuten sind die Ziele der JKA „Studium und Lehre des Karate“, die „Verbreitung von Karate“ in Japan und der Welt, der „Verbesserung der Volksgesundheit und der Pflege des gesunden Sportsgeistes“. Dieser Missionsgedanke war Grundlage für das 1956 initiierte Instruktorenprogramm.
Während die JKA zu Beginn eine Organisation aller (japanischen) Karatestile sein wollte, beschränkte sie sich nach ihrem Wiedereintritt in die Japan Karatedō Federation auf Shōtōkan-Karate in der Tradition Funakoshis.
Funakoshi lehnte Wettkämpfe aller Art ab. Nakayama legte ebenfalls großen Wert auf die ursprünglichen Werte des Karate, entwickelte aber gleichzeitig das Wettkampfkarate als einen Bestandteil des Karate.
Die JKA unterscheidet sich in Philosophie und Regelwerk ihrer Wettkämpfe teilweise deutlich von anderen Verbänden.
- „Es gibt kein Karate als Sport, nur Karate als Kampfkunst.“ (スポーツ空手ではなく、武道空手である。)
- „Es wird nicht kurz vor dem Ziel gestoppt, sondern bis an das Ende gegangen.“ (寸止め空手ではなく、極めの空手である。)
- „Es werden Wettkämpfe ausgerichtet, keine Spiele.“ (試合は行うが、競技は行わない。)
- „Karate als Kampfkunst kennt keine Schutzkleidung und keine Gewichtsklassen.“ (武道空手であるので、組手では、防具等は使用しない。体重無差別である。)

Der Budō-Gedanke drückt sich vor allem im ippon shōbu-System (一本勝負, sudden death) im Kumite aus: Es wird nicht auf Punkte gekämpft, sondern der erste Punkt (ippon 一本) beziehungsweise zwei halbe Punkte (技あり, wazaari) entscheiden direkt den Kampf. Dies war ein Hauptgrund dafür, 1985 den IAKF World Cup durch den Shoto World Cup zu ersetzen.
Auch im Wettkampf sollen immer starke und korrekte Techniken im Vordergrund stehen, nicht Akrobatik oder Unterhaltungswert für die Zuschauer. Daher strebt die JKA auch keine Anerkennung von Karate als olympische Disziplin an. Die JKA vertritt ein Kontakt-, jedoch kein Vollkontaktkarate, das heißt, es werden keine Techniken gewertet, deren Endpunkt zu weit vom Gegner entfernt ist oder die ihn verletzen. 
Durch diese Grundsätze hebt sich die JKA von ihrem Dachverband, der Japan Karatedō Federation, ab. Dort werden Wettkämpfe im Kumite nach Gewichtsklassen getrennt und auf 8 Siegpunkte ausgerichtet.

## Das Instruktoren-Programm der JKA
Schon Funakoshi hatte es sich zur Aufgabe gemacht, Techniken und Geist des Karate in der Welt zu verbreiten. Um dies zu erreichen, gründete die JKA 1956 ein Instruktoren-Ausbildungsprogramm im neu errichteten Haupt-Dōjō in Tokio. Die Ausbildung dort dauerte drei Jahre; im Anschluss begannen die Absolventen als Vollzeit-Instruktor an japanischen Universitäten und in anderen Ländern zu unterrichten. So entstanden schnell zahlreiche nationale Organisationen in der Tradition der JKA. Der Deutsche Karate-Bund wurde beispielsweise ab 1967 vom JKA-Instruktor Hirokazu Kanazawa geleitet und 1970 von Ochi Hideo übernommen, der bis heute (Stand 2025) Chief Instructor des Deutschen JKA-Karate Bundes ist.

## Abspaltungen von der JKA
- 1977 gründete JKA-Instructor Hirokazu Kanazawa seine eigene Organisation, die Shotokan Karate-Do International Federation (SKIF).
- Nach Nakayamas Tod im Jahr 1987 verließen Kase Taiji und Shirai Hiroshi, die Vertreter der JKA in Europa, die Organisation und gründeten die World Karate-Do Shotokan Academy.
- Okuda Taketo, der JKA-Chief Instructor in Brasilien, beendete 1987 sein Engagement, um sich voll auf seine eigene Organisation Butoku-kan zu konzentrieren.
- Die Gruppe um Asai verließ die JKA und gründete nach dem verlorenen Rechtsstreit um die Namensrechte andere Organisationen: Japan Karate Shotorenmei, die Japan Shotokan Karate Association und die Karatenomichi World Federation.
- 2007 wurde die International Shotokan Karate Federation (ISKF) unabhängig. Diese in den USA beheimatete Organisation wurde von Okazaki Teruyuki geleitet, einem der führenden JKA-Instruktoren.

Wegen dieser vielen Splittergruppen gibt es inzwischen den Begriff des JKA-Karate, das heißt eines Karate, das weitgehend der Tradition der JKA folgt aber von nicht offiziell zur JKA gehörenden Meistern gelehrt wird.